# Эссекс (округ, Нью-Йорк)
Существуют одноимённые округа, см. Эссекс (округ).
Округ Эссекс (англ. Essex County) — округ штата Нью-Йорк, США. Население округа на 2000 год составляло 38 849 человек. Административный центр округа — деревня Элизабеттаун.

## История
Округ Эссекс основан в 1799 году; назван в честь графства Эссекс в Англии. Источник образования округа Эссекс: округ Клинтон.

## География
Округ занимает площадь 4962,4 км2.

## Демография
Согласно переписи населения 2000 года, в округе Эссекс проживало 38 849 человек. По оценке Бюро переписи населения США, к 2009 году население уменьшилось на 3%, до 37 686 человек. Плотность населения составляла 7,6 человек на квадратный километр.

## Известные уроженцы

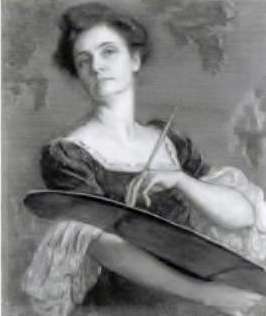
Аманда Брюстер Севелл

- Аманда Брюстер Севелл (1839-1926), американская художница, портретист и художник жанровых сцен.